# Bradornis microrhynchus
Bradornis microrhynchus е вид птица от семейство Muscicapidae.

## Разпространение
Видът е разпространен в Етиопия, Кения, Сомалия, Южен Судан, Судан, Танзания и Уганда.